# NGC 3136A
NGC 3136A في الفهرس العام الجديد، هي مجرة، تقع في كوكبة القاعدة. اكتشفت بواسطة جون هيرشل.

## روابط خارجية
- NGC 3136A على موقع ويكي سكاي: DSS2, SDSS, GALEX, IRAS, Hydrogen α, X-Ray, Astrophoto, Sky Map, Articles and images